# Metalectra nigellus
Metalectra nigellus är en fjärilsart som beskrevs av Paul Dognin 1912. Metalectra nigellus ingår i släktet Metalectra och familjen nattflyn. Inga underarter finns listade i Catalogue of Life.